# Tulcea (län)
Tulcea är ett län (județ) i östra Rumänien med 239 857 invånare (2018). Det har 1 municipiu, 4 städer och 46 kommuner

## Municipiu
- Tulcea

## Städer
- Babadag
- Isaccea
- Măcin
- Sulina

## Kommuner
| - Baia - Baidaud - Beștepe - C. A. Rosetti - Carcaliu - Casimcea - Ceamurlia de Jos - Ceatalchioi - Cerna - Chilia Veche - Ciucurova - Crișan - Dăeni | - Dorobanțu - Frecăței - Greci - Grindu - Hamcearca - Horia - I. C. Brătianu (Zaclău, 23 August) - Izvoarele - Jijila - Jurilovca (Unirea) - Luncavița - Mahmudia | - Maliuc - Mihai Bravu - Mihai Kogălniceanu - Murighiol (Independența) - Nalbant - Niculițel - Nufăru - Ostrov - Pardina (1 Mai) - Peceneaga - Sarichioi | - Sfântu Gheorghe - Slava Cercheză - Smărdan - Somova - Stejaru - Topolog - Turcoaia - Valea Nucarilor - Valea Teilor - Văcăreni |